# 大手町温泉
大手町温泉(おおてまちおんせん)は、東京都千代田区大手町の大手町フィナンシャルシティグランキューブにある温泉。

## 泉質
ナトリウム - 塩化物強塩温泉で、源泉温度36.5℃。主成分は食塩。ほんのり黒く、とろみがある。

### 効能
きりきず、抹消循環障害、冷え症、うつ状態、皮膚乾燥症。
※ 効能は万人にその効果を保証するものではない。

## 概要
三菱地所が進める大手町連鎖型都市再生プロジェクトの第3次事業である「大手町一丁目第3地区第一種市街地再開発事業」において大手町フィナンシャルシティグランキューブが建設されたが、当地での温泉開発は当初予定されていなかった。しかし、計画が固まりかけた段階で東日本大震災が発生し、災害時に長期間避難生活が可能な高層ビル計画に変更され、その一環で温泉開発が行われることとなった。
三菱地所は計画地内で深度約1,500mの掘削を実施。2014年6月6日に、サンプルを採取する「揚湯試験」を行い公益財団法人中央温泉研究所で成分を分析したところ「温泉」と認定され、「大手町温泉」と命名された。
温泉は大手町フィナンシャルシティグランキューブの地下1階に開業したフィットネス施設「SPA大手町 FITNESS CLUB」や隣接する宿泊施設「星のや東京」で使用されているほか、地震などの災害時は復旧作業員らが臨時に使えるよう開放する予定となっている。